# Він (Вісконсин)
Він (англ. Wien) — місто (англ. town) в США, в окрузі Марафон штату Вісконсин. Населення — 885 осіб (2020).

## Демографія
Згідно з переписом 2010 року, у місті мешкало 825 осіб у 283 домогосподарствах у складі 228 родин. Було 296 помешкань
Расовий склад населення:
| - 99,3 % — білих - 0,6 % — азіатів |

До двох чи більше рас належало 0,1 %. Частка іспаномовних становила 0,2 % від усіх жителів.
За віковим діапазоном населення розподілялося таким чином: 29,5 % — особи молодші 18 років, 57,8 % — особи у віці 18—64 років, 12,7 % — особи у віці 65 років та старші. Медіана віку мешканця становила 37,4 року. На 100 осіб жіночої статі у місті припадало 104,2 чоловіків;  на 100 жінок у віці від 18 років та старших — 110,9 чоловіків також старших 18 років.
Середній дохід на одне домашнє господарство  становив 74 794 долари США (медіана — 59 643), а середній дохід на одну сім'ю — 81 345 доларів (медіана — 65 000). Медіана доходів становила 42 431 долар для чоловіків та 38 333 долари для жінок. За межею бідності перебувало 15,0 % осіб, у тому числі 25,6 % дітей у віці до 18 років та 12,1 % осіб у віці 65 років та старших.
Цивільне працевлаштоване населення становило 397 осіб. Основні галузі зайнятості: освіта, охорона здоров'я та соціальна допомога — 24,7 %, виробництво — 19,9 %, сільське господарство, лісництво, риболовля — 16,1 %.